# … Sings Modern Talking: Let’s Talk About Love
Sings Modern Talking: Let’s Talk About Love — восемнадцатый студийный альбом немецкого певца Томаса Андерса, выпущенный 2 мая 2025 года. В альбоме представлены заново записанные версии всех композиций Modern Talking из второго альбома и две новые песни Андерса в стиле Modern Talking.
Продюсером альбома стал Кристиан Геллер.
Перед выходом альбома было выпущено два сингла: «Cheri Cheri Lady (Thomas' Version)» и «With A Little Love (Thomas' Version)».
На обложке альбома, как и на альбоме … Sings Modern Talking: The 1st Album изображено два Томаса Андерса: молодой из 1980-х годов и из настоящего времени.

## Список композиций
Все песни написаны Дитером Боленом и Кристианом Геллером.
| №   | Название                                            | Длительность |
| --- | --------------------------------------------------- | ------------ |
| 1.  | «Cheri Cheri Lady (Thomas' Version)»                | 3:45         |
| 2.  | «With a Little Love (Thomas' Version)»              | 3:17         |
| 3.  | «Wild Wild Water (Thomas' Version)»                 | 4:23         |
| 4.  | «You’re the Lady of My Heart (Thomas' Version)»     | 3:41         |
| 5.  | «Just Like an Angel (Thomas' Version)»              | 3:15         |
| 6.  | «Heaven Will Know(Thomas' Version)»                 | 4:14         |
| 7.  | «Love Don’t Live Here Anymore (Thomas' Version)»    | 4:35         |
| 8.  | «Why Did You Do It Just Tonight? (Thomas' Version)» | 4:15         |
| 9.  | «Don’t Give Up (Thomas' Version)»                   | 3:29         |
| 10. | «Let’s Talk About Love (Thomas' Version)»           | 3:53         |
| 11. | «Love Society (New Bonus Track)»                    | 3:40         |
| 12. | «Don't Break My Soul (New Bonus Track)»             | 3:01         |

## Клипы
- Don't Break My Soul